# Antibacterieel spectrum
Het antibacteriële spectrum van een antibioticum is een visuele voorstelling van de lijst met kiemen die gevoelig zijn voor het antibioticum. Als het er veel zijn, verspreid over verschillende bacteriefamilies, dan spreekt men over breedspectrumantibiotica, is er slechts een of enkele bacteriefamilies gevoelig, dan spreekt men over smalspectrumantibiotica. Deze laatste groep antibiotica is niet noodzakelijk inferieur, integendeel zorgen ze ervoor dat de bacterieflora van de patiënt grotendeels intact blijft, waardoor geen vervelende bijwerkingen als diarree of candidiasis optreden.